# Pan Cheng-tsung
Pour les articles homonymes, voir Pan (homonymie).
Dans ce nom chinois, le nom de famille, Pan, précède le nom personnel Cheng-tsung.
Pan Cheng-tsung (en chinois traditionnel : 潘政琮 ; pinyin : Pān Zhèngcóng), né le 12 novembre 1991 à Miaoli, est un golfeur professionnel taïwanais présent sur le PGA Tour.

## Biographie
Pan CT a commencé à jouer au golf à l'âge de cinq ans. Il a fréquenté l'IMG Academy de Floride pendant trois ans, puis l'Université de Washington.
En 2013, il est à la tête du classement du golf amateur pendant huit semaines. Il obtient deux médailles d'or aux Jeux asiatiques de 2014.
À partir de 2015, il rentre sur le circuit professionnel avec dès la première années des victoires. En 2016, il représente le Taipei chinois aux Jeux olympiques de Londres mais termine loin du podium avec une 30e place avec 283 coups (-1 sous le par).
En 2021, il repart des Jeux olympiques de Tokyo avec une médaille de bronze après une toute dernière épreuve de mort subite jouée entre sept hommes qui avaient tous finit à -15 sous le par. 